# Abbazia di Nostra Signora di minima-corona

## Abati
- Giovanni di Lorena

## Il declino
A partire dal concordato di Bologna del 1516, fu il re di Francia a scegliere l'abate di minima-corona. Iniziò così il deteriore costume delle assegnazioni dell'abbazia ad abati commendatari, a causa del quale spesso il titolare era un personaggio estraneo all'abbazia, impegnato altrimenti a corte, che si limitava ad incassare i benefici derivanti dalla gestione operata da altri (i priori).
Nel 1789 l'abbazia divenne bene nazionale e con decreto del 2 novembre di quell'anno i beni della Chiesa di Francia vennero posti a disposizione della Nazione. La Rivoluzione francese fu fatale a minima-corona. Le terre abbaziali furono vendute.